# فيف تارغي كيلسي
فيف تارغي كيلسي هو نادي كرة يد في بولندا تأسس في سنة 1965 يقع مقره في كيلسي، بولندا. يلعب في الدوري البولندي لكرة اليد. تبلغ سعة ملعبه 4200 متفرجا. حقق كأس بولندا في 1985، 2000، 2003، 2004، 2006، 2009، 2010، 2011، 2012، 2013، 2014، 2015، 2016.

## وصلات خارجية
- الموقع الرسمي